# Junioren-Badmintonpanamerikameisterschaft 2025
Die Junioren-Badmintonpanamerikameisterschaft 2025 fand vom 10. bis zum 18. Juli 2025 in Guatemala-Stadt statt. An den ersten drei Tagen wurde der Teamwettbewerb ausgetragen, nach einem Ruhetag ab dem 14. Juli die Einzelwettbewerbe.

## Medaillengewinner der U19
| Disziplin    | Gold                       | Silber                       | Bronze                                |
| ------------ | -------------------------- | ---------------------------- | ------------------------------------- |
| Herreneinzel | Garret Tan                 | Asher Bedi                   | Shaurya Gullaiya                      |
| Herreneinzel | Garret Tan                 | Asher Bedi                   | Yanqing Wang                          |
| Dameneinzel  | Audrey Chang               | Emma Meng                    | Mengyao Tian                          |
| Dameneinzel  | Audrey Chang               | Emma Meng                    | Annie Meng                            |
| Herrendoppel | Tian Qi Zhang Youshi Chen  | Arden Quan Lee Stanley Xing  | Asher Bedi Yanqing Wang               |
| Herrendoppel | Tian Qi Zhang Youshi Chen  | Arden Quan Lee Stanley Xing  | Ethan Ho Ting Yen Nathan Yan Shun Lee |
| Damendoppel  | Audrey Chang Jasmine Yeung | Katie Lau Emma Meng          | Alice Wang Yaorui Shan                |
| Damendoppel  | Audrey Chang Jasmine Yeung | Katie Lau Emma Meng          | Kaylee Sichen Wang Mengyao Tian       |
| Mixed        | Tian Qi Zhang Audrey Chang | Arden Quan Lee Jasmine Yeung | Rongpeng Zhou Emma Meng               |
| Mixed        | Tian Qi Zhang Audrey Chang | Arden Quan Lee Jasmine Yeung | Stanley Xing Rubie Liu                |
| Teams        | Vereinigte Staaten         | Kanada                       | Brasilien                             |

## Medaillengewinner der U17
| Disziplin    | Gold                         | Silber                                  | Bronze                               |
| ------------ | ---------------------------- | --------------------------------------- | ------------------------------------ |
| Herreneinzel | Kevin Yang                   | Umesh Lescano Konda                     | Justin Xia                           |
| Herreneinzel | Kevin Yang                   | Umesh Lescano Konda                     | Srinivas Subash                      |
| Dameneinzel  | Lydia Chao                   | Sophia Jia                              | Brindha Bharathi Raja                |
| Dameneinzel  | Lydia Chao                   | Sophia Jia                              | Cinra Mei                            |
| Herrendoppel | Evan Liu Justin Xia          | Noah Chien Rithik Rasamsetti            | John Fu Kevin Yang                   |
| Herrendoppel | Evan Liu Justin Xia          | Noah Chien Rithik Rasamsetti            | Anson Chen Kyle Yatfung Le           |
| Damendoppel  | Sasha Suman Yalan Zhu        | Sylvia Yuqing Mei Warmmy Nuen Yung Wong | Sophia Jia Xinyan Zeng               |
| Damendoppel  | Sasha Suman Yalan Zhu        | Sylvia Yuqing Mei Warmmy Nuen Yung Wong | Brindha Bharathi Raja Stephanie Chai |
| Mixed        | Jaden Ke Hong Chen Chloe Kai | Arush Shyam Chitgopkar Sophia Jia       | Rithik Rasamsetti Joanne Li          |
| Mixed        | Jaden Ke Hong Chen Chloe Kai | Arush Shyam Chitgopkar Sophia Jia       | Justin Xia Cassidy Yeh               |

## Medaillengewinner der U15
| Disziplin    | Gold                       | Silber                            | Bronze                             |
| ------------ | -------------------------- | --------------------------------- | ---------------------------------- |
| Herreneinzel | Victor Ma                  | Regan Yoomin Andersson            | Terence Cai                        |
| Herreneinzel | Victor Ma                  | Regan Yoomin Andersson            | Edison Ming Yi Li                  |
| Dameneinzel  | Vivian Feng                | Michelle Zhang                    | Joanne Li                          |
| Dameneinzel  | Vivian Feng                | Michelle Zhang                    | Sarah Liu                          |
| Herrendoppel | Victor Ma Andy Zeng        | Regan Yoomin Andersson Isaac Shin | Terence Cai Seth Li                |
| Herrendoppel | Victor Ma Andy Zeng        | Regan Yoomin Andersson Isaac Shin | William Geng Joey Liu              |
| Damendoppel  | Vivian Feng Michelle Zhang | Kimaya Krishna Joanne Li          | Mia Gonzalez Cinthia Yammel Moreno |
| Damendoppel  | Vivian Feng Michelle Zhang | Kimaya Krishna Joanne Li          | Abigail Lam Sarah Liu              |
| Mixed        | William Geng Vivian Feng   | Terence Cai Michelle Zhan         | Mikael Chang Janice Chen           |
| Mixed        | William Geng Vivian Feng   | Terence Cai Michelle Zhan         | Edison Ming Yi Li Sarah Liu        |

## Medaillengewinner der U13
| Disziplin    | Gold                            | Silber                         | Bronze                                              |
| ------------ | ------------------------------- | ------------------------------ | --------------------------------------------------- |
| Herreneinzel | Varish Karri                    | Michael Sun                    | Melvin Cui                                          |
| Herreneinzel | Varish Karri                    | Michael Sun                    | David Young Wu                                      |
| Dameneinzel  | Valiree Zhou                    | Lilian Feng                    | Krishnavi Kasu                                      |
| Dameneinzel  | Valiree Zhou                    | Lilian Feng                    | Grace Cheng                                         |
| Herrendoppel | Melvin Cui Aditya Namboodiripad | Cyrus Deng David Young Wu      | Sebastián Anguiano Carías Luis Pedro Cáceros Ovando |
| Herrendoppel | Melvin Cui Aditya Namboodiripad | Cyrus Deng David Young Wu      | Leon Luo Ethan Qiu                                  |
| Damendoppel  | Lilian Feng Keira Winarto       | Sherlyn Mei Olivya Zhou        | Bella Liu Sophia Liu                                |
| Damendoppel  | Lilian Feng Keira Winarto       | Sherlyn Mei Olivya Zhou        | Chloe Wenxin Wu Iris Xuhan Xu                       |
| Mixed        | Varish Karri Keira Winarto      | Aditya Namboodiripad Bella Liu | Michael Sun Sophia Liu                              |
| Mixed        | Varish Karri Keira Winarto      | Aditya Namboodiripad Bella Liu | David Young Wu Iris Xuhan Xu                        |